# Хеншке, Ганс
Ганс Вальтер Карл Хеншке (нем. Hans Walter Karl Henschke; 22 мая 1908 Ангермюнде, Германская империя — 12 июня 1987, Ганновер, ФРГ) — немецкий юрист, оберштурмбаннфюрер СС, заместитель командира полиции безопасности и СД в Париже, член зондеркоманды 1b в составе айнзацгруппы A.

## Биография
Ганс Хеншке родился 22 мая 1908 года в семье почтового инспектора. После окончания школы изучал юриспруденцию в университетах Берлина и Кёнигсберга. Сдав государственный юридический экзамен, поступил работать в окружной суд Ландсберга-на-Варте, а после сдачи второго государственного экзамена поступил на службу в гестапо.
1 сентября 1931 года вступил в НСДАП (билет № 618820), а с 1932 года состоял в Штурмовых отрядов (СА). Позже перешёл из СА в СС (№ 290907) и впоследствии служил в гестапо в Мюнстере, Дессау и Берлине и был заместителем начальника гестапо в Кёнигсберге.
Во время вторжения в СССР состоял в зондеркоманде 1b, входившей в состав айнзацгруппы A, причастной к убийствам евреев в СССР. 8 сентября 1941 года возглавил гестапо в Киле. На этой должности руководил депортацией евреев в концлагеря. С октября 1943 был заместителем командира полиции безопасности и СД в Париже Гельмута Кнохена. В октябре 1944 года был переведён в гестапо Дюссельдорфа, которое позже возглавлял до конца войны.

### После войны
После окончания войны скрывался под чужим именем. 1 июня 1948 года был арестован британцами в Плёне. 20 октября 1948 года он был приговорён британским военным трибуналом к 12 годам тюремного заключения. 23 сентября 1955 года был освобождён из тюрьмы города Верль. После освобождения работал в страховой компании в Мюльхайме. В начале 1960-х годов против него проводилось расследование по обвинению в депортации кильских евреев, которое было прекращено. В 1974 году вышел на пенсию. В сентябре 1986 года прокуратура Ганновера обвинила его в пособничестве в убийстве 10 000 человек. Однако из-за смерти Хеншке в 1987 году судебный процесс не состоялся.